# Fotografia barwna

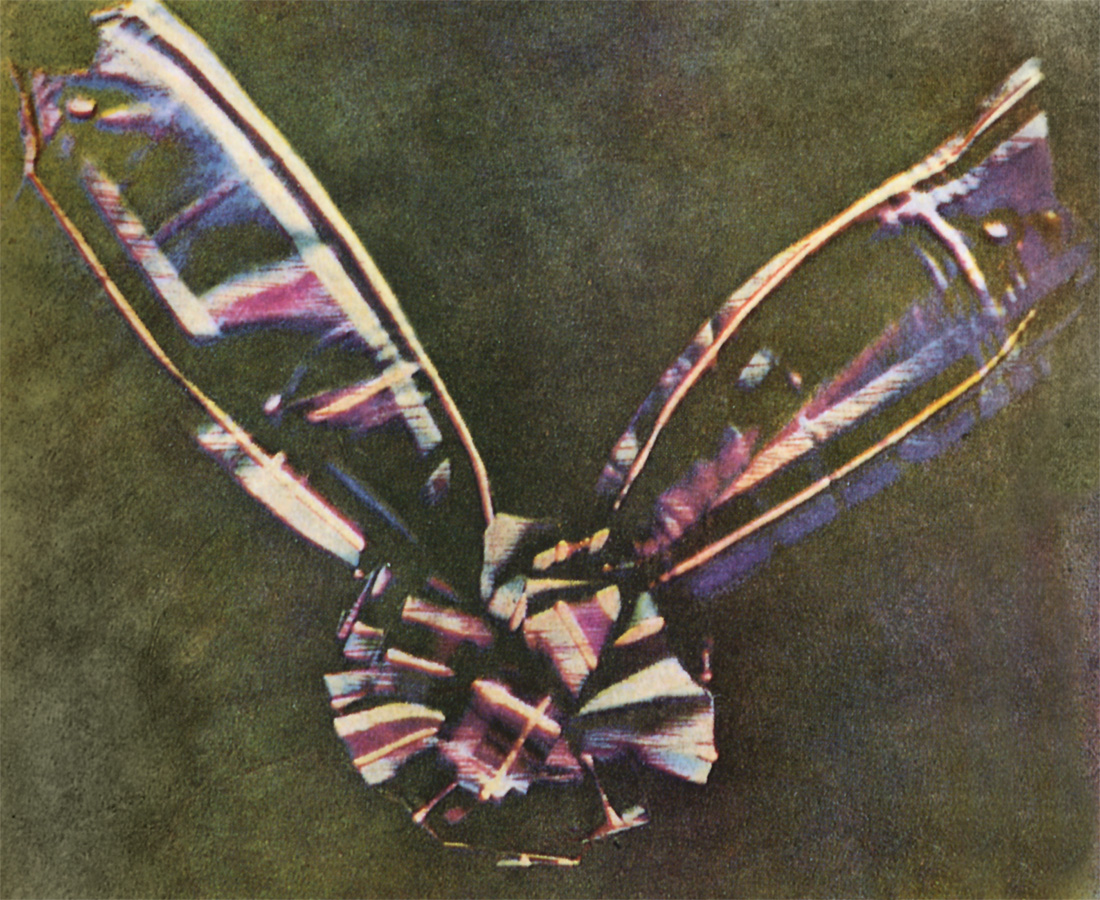
Tartanowa wstążka – pierwsze kolorowe zdjęcie wykonane przez Suttona w 1861

Fotografia barwna – technika fotograficzna umożliwiająca rejestrowanie obrazów barwnych. Polega na rejestracji, na negatywie lub pozytywie, zdjęć fotografowanych przedmiotów wraz z ich kolorem, czyli właściwością wywołującą wrażenia wzrokowe, zależne od długości fal świetlnych odbijanych, przepuszczanych lub emitowanych przez te przedmioty.

## Historia

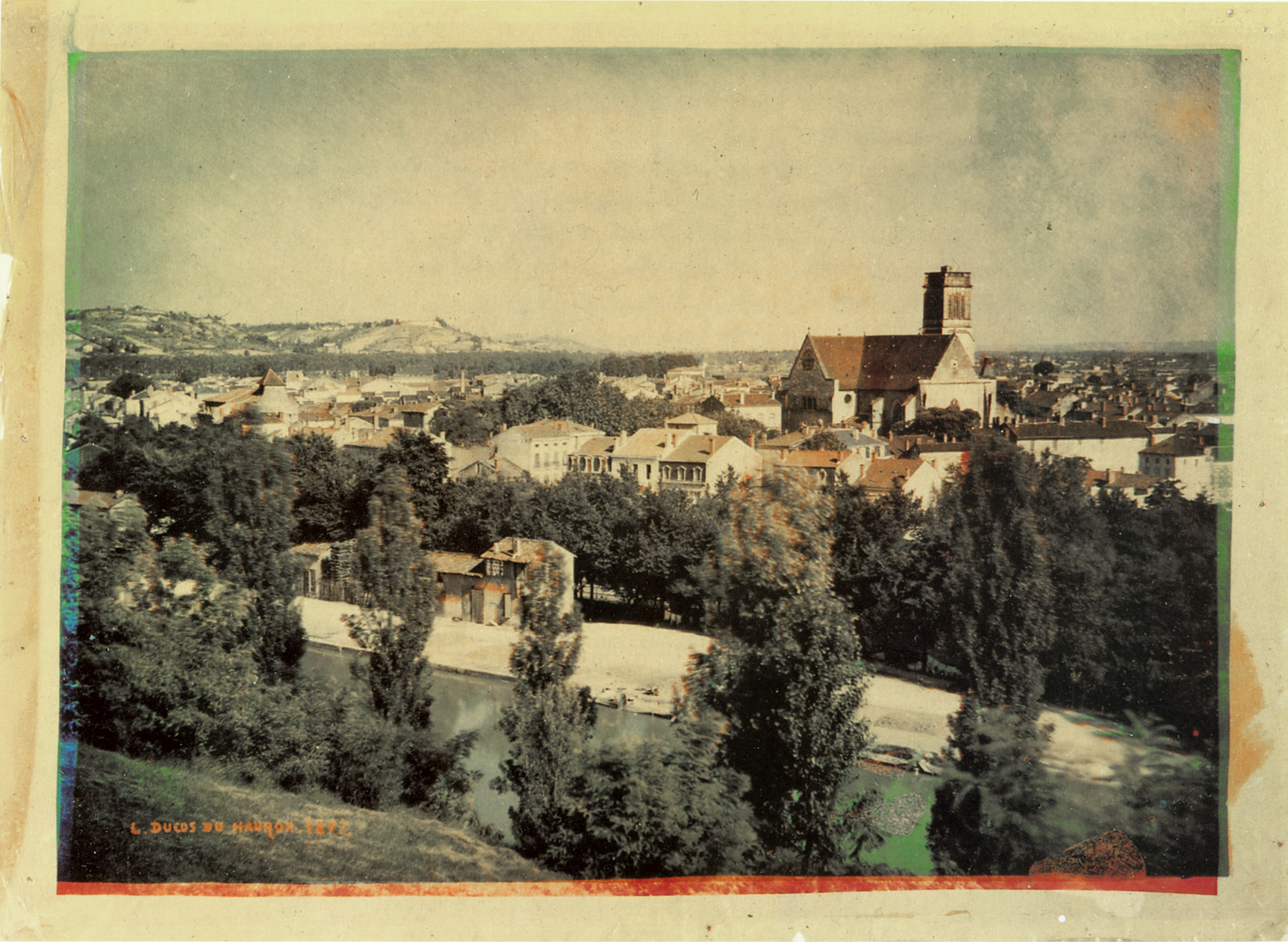
Fotografia Louisa Ducosa du Haurona, 1877

James Clerk Maxwell opracował w 1855 roku podstawy teoretyczne fotografii barwnej i jako pierwszy zaczął eksperymentować z rejestrowaniem barwnych obrazów. W 1861 roku brytyjski fotograf Thomas Sutton pracując na zlecenie Maxwella wykonał pierwszą projekcję barwną przedstawiającą wielokolorową wstążkę, zdjęcie to znane jest jako Tartanowa wstążka (ang. Tartan Ribbon).
Louis Ducos du Hauron wykonał w 1877 roku kolorową fotografię francuskiego miasteczka Agen. Zdjęcie Louisa Ducosa du Haurona uważa się za pierwszą fotografię barwną. W 1907 roku bracia Lumière wynaleźli płyty do zdjęć w barwach naturalnych – autochrom.

### Początki fotografii barwnej w Polsce
Pierwszą polską fotografię barwną wykonał w technice autochromu Stanisław Wilhelm Lilpop i jest to portret Hanny Lilpop z przyjaciółką w Podkowie Leśnej w 1909 r. Jednym z najsłynniejszych polskich kolorowych zdjęć z początku XX wieku jest fotografia Kwiaciarki na rynku w Krakowie, którą wykonał w ok. 1910–1912 roku Tadeusz Rząca. Do polskich pionierów zalicza się także Henryk Mikolasch, który w 1910 roku wykonał kolorowe zdjęcie pod tytułem Dziewczynka z morelami. W latach 1912–1918 słynny polski fotograf Stanisław Krygowski, bawiąc w Tatrach Polskich i w Zakopanem, wykonał wiele fotografii kolorowych w technice autochromu i uwiecznił na nich Górali, turystów i przyrodę. Autochromy zachowały się w kolekcji Centralnej Biblioteki Górskiej PTTK w Krakowie. W latach 1912–1930 legionista Piłsudskiego Jan Włodek wykonał 243 autochromy przedstawiające Kraków i Tatry Polskie. W Polsce, w czasach II RP bardzo rzadko wykonywano fotografie kolorowe. Do najsłynniejszych zachowanych należą Góralki z Zakopanego (1938) autorstwa Zygmunta Szczotkowskiego, architektura Czesława Olszewskiego publikowana w magazynie Arkady w latach 30. oraz fotografie polskich krajobrazów Henryka Poddębskiego. W dwudziestoleciu międzywojennym dwóch fotografów, Hans Hildenbrand i Maynard Williams, odwiedziło Polskę i wykonało wiele kolorowych fotografii, głównie terenów wiejskich, z których część zostało opublikowanych w magazynie National Geographic.
Zachował się film kolorowy pokazujący przedwojenne Wojsko Polskie (film Benjamina Gasula z 1939 r. pod tytułem 1. Pułk Szwoleżerów Józefa Piłsudskiego) oraz bogate archiwum kolorowych fotografii przedstawiających okupowaną Polskę, Niemców i Polaków w czasie II wojny światowej Hugona Jaegera z kolekcji magazynu „Life”. Jednym z pierwszych filmów kolorowych w historii Polski jest Wesele księżackie w Złakowie Borowym z 1937 roku Tadeusza Jankowskiego. Wśród niewielu filmów barwnych nakręconych przed II wojną światową w Polsce znajduje się reportaż z 1938 roku pod tytułem Beautiful Poland (Malownicza Polska) Romualda Gantkowskiego. Tematem filmu są polskie miasta i ich mieszkańcy. Udokumentowano zabytki, ruch uliczny i codzienne życie (po wybuchu wojny film zaktualizowano i wyświetlano pt. The land of my mother). Dokument ten został wyświetlony na Wystawie Światowej w Nowym Jorku w 1939 roku natomiast Wesele księżackie na Wystawie Światowej w Paryżu w 1937 r. Oba filmy zachowały się w archiwach.
Pierwsze w historii kolorowe fotografie II wojny światowej wykonał w Polsce amerykański dziennikarz Julien Bryan za pomocą filmu Kodachrome.

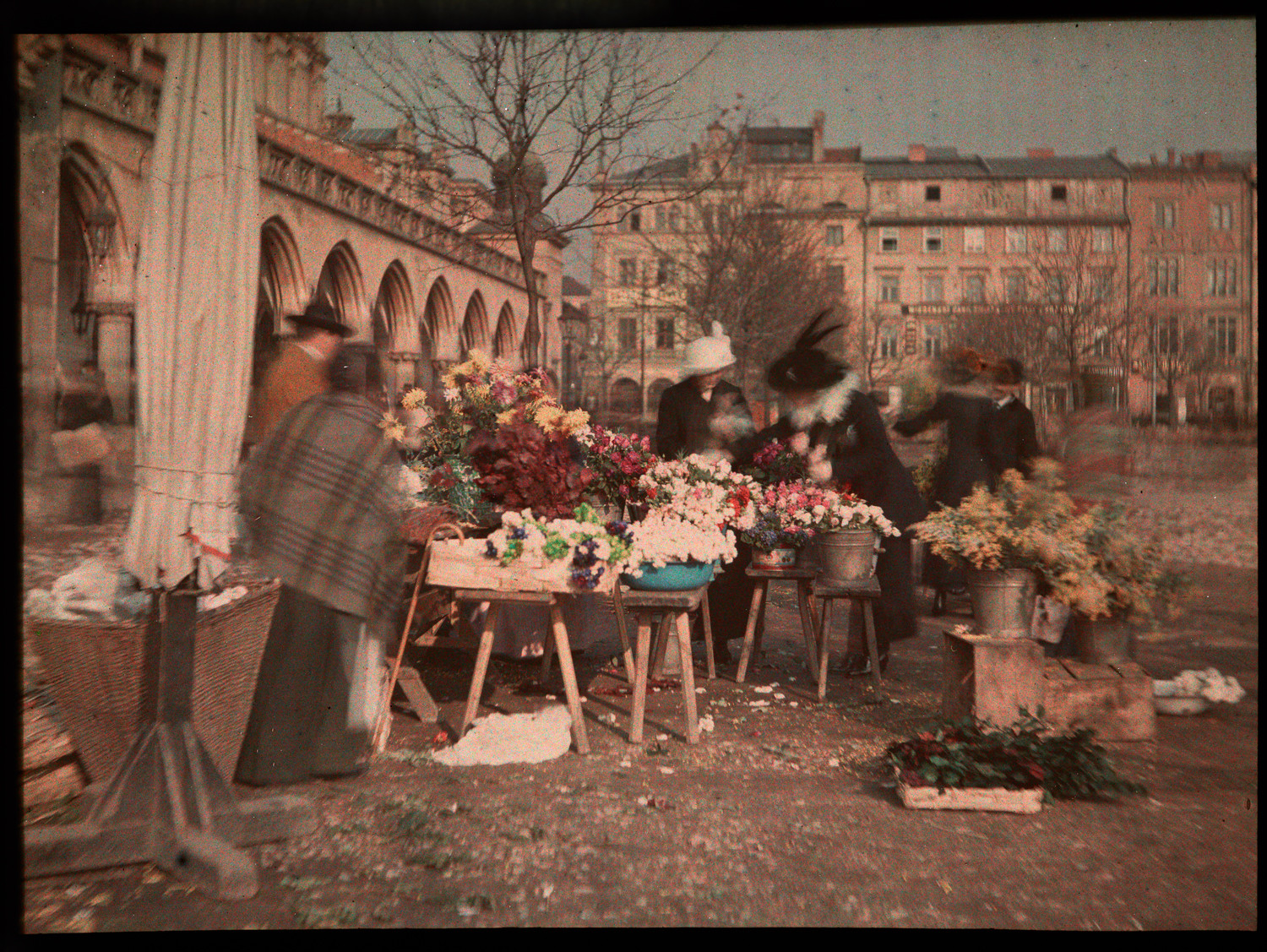
Rynek Główny w Krakowie, Tadeusz Rząca, autochrom, ok. 1915
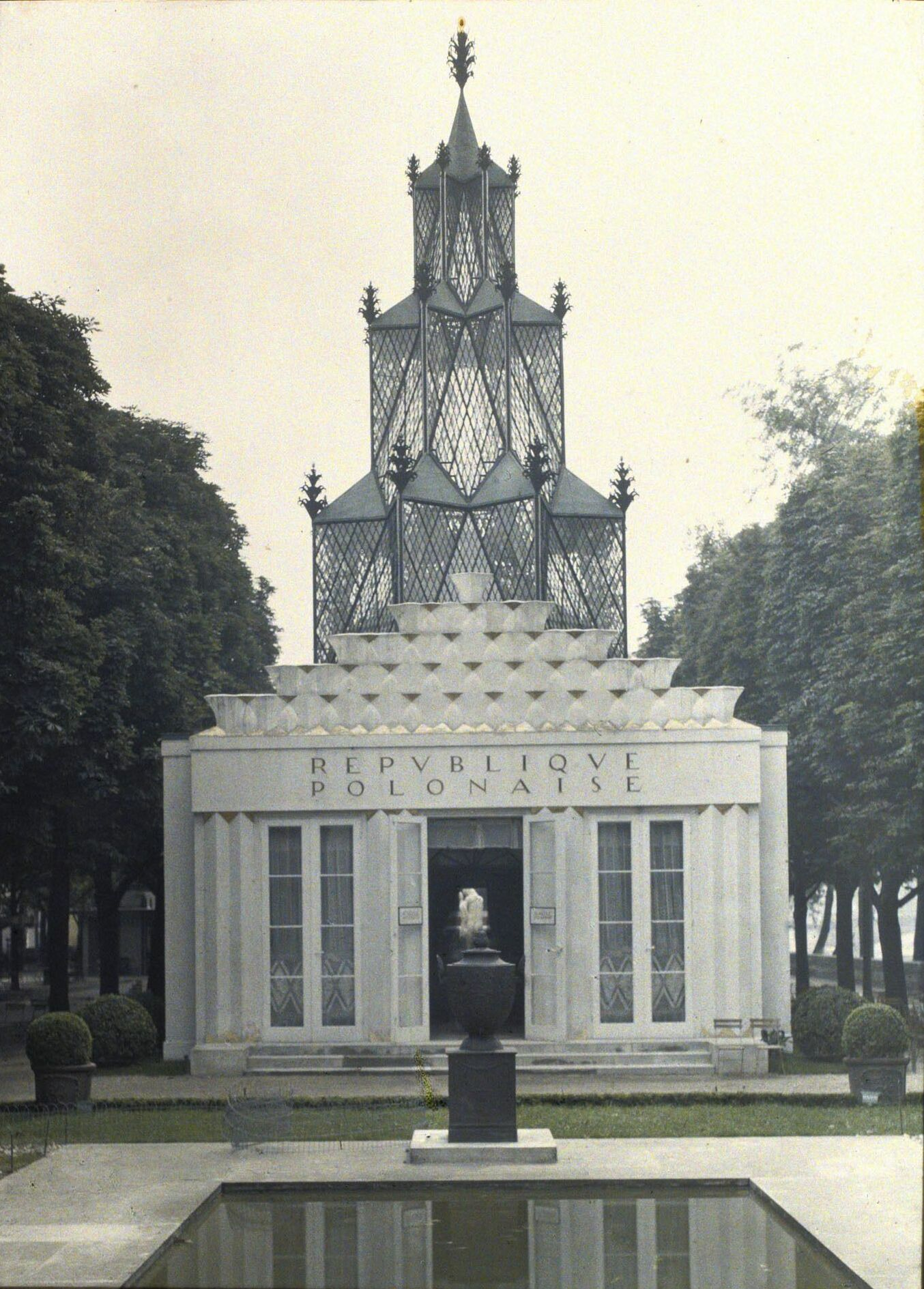
Polski pawilon w Paryżu na wystawie światowej w 1925, Auguste Léon, autochrom
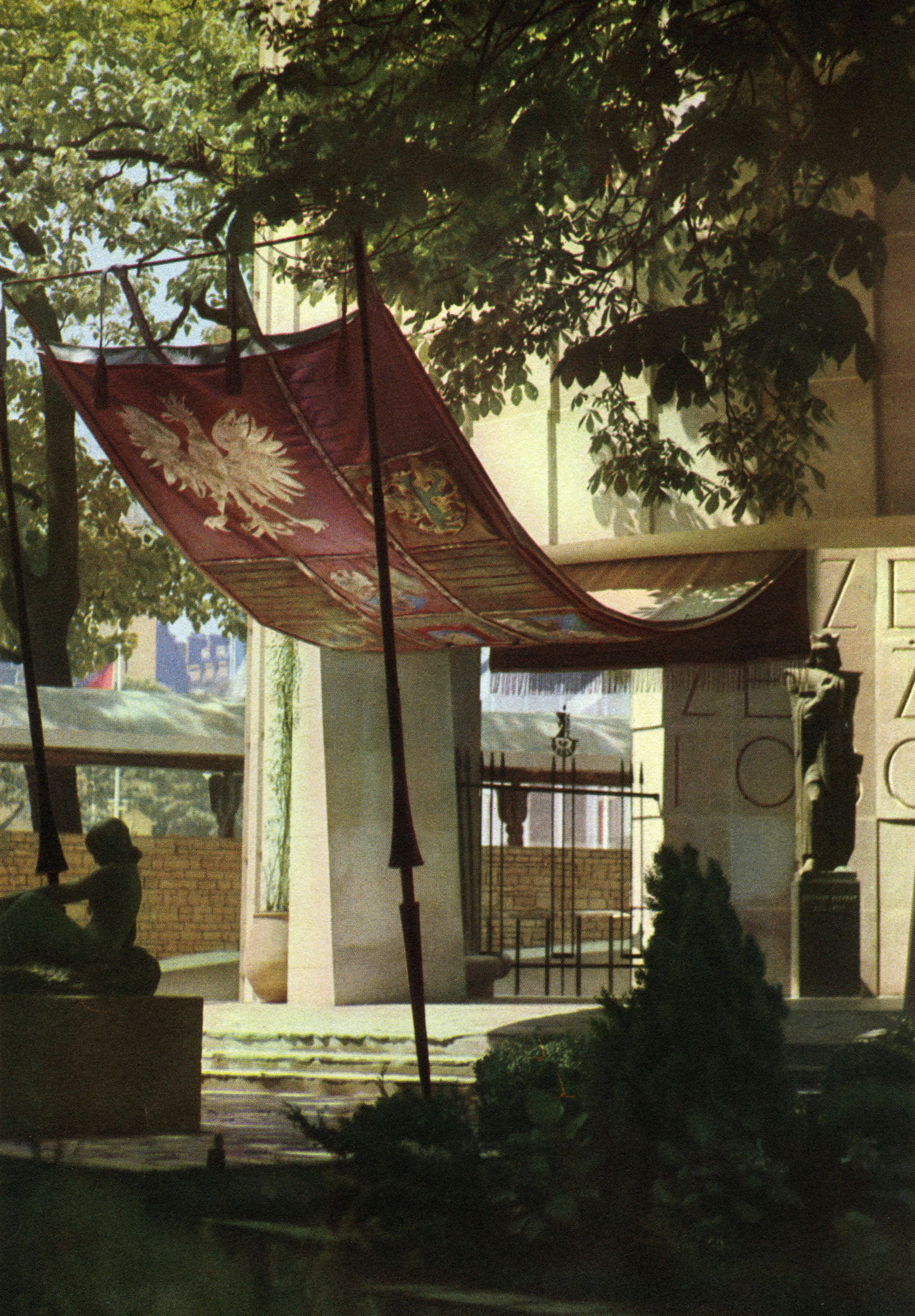
Polski pawilon na wystawie światowej w Paryżu w 1937, Procédé Gorsky frères
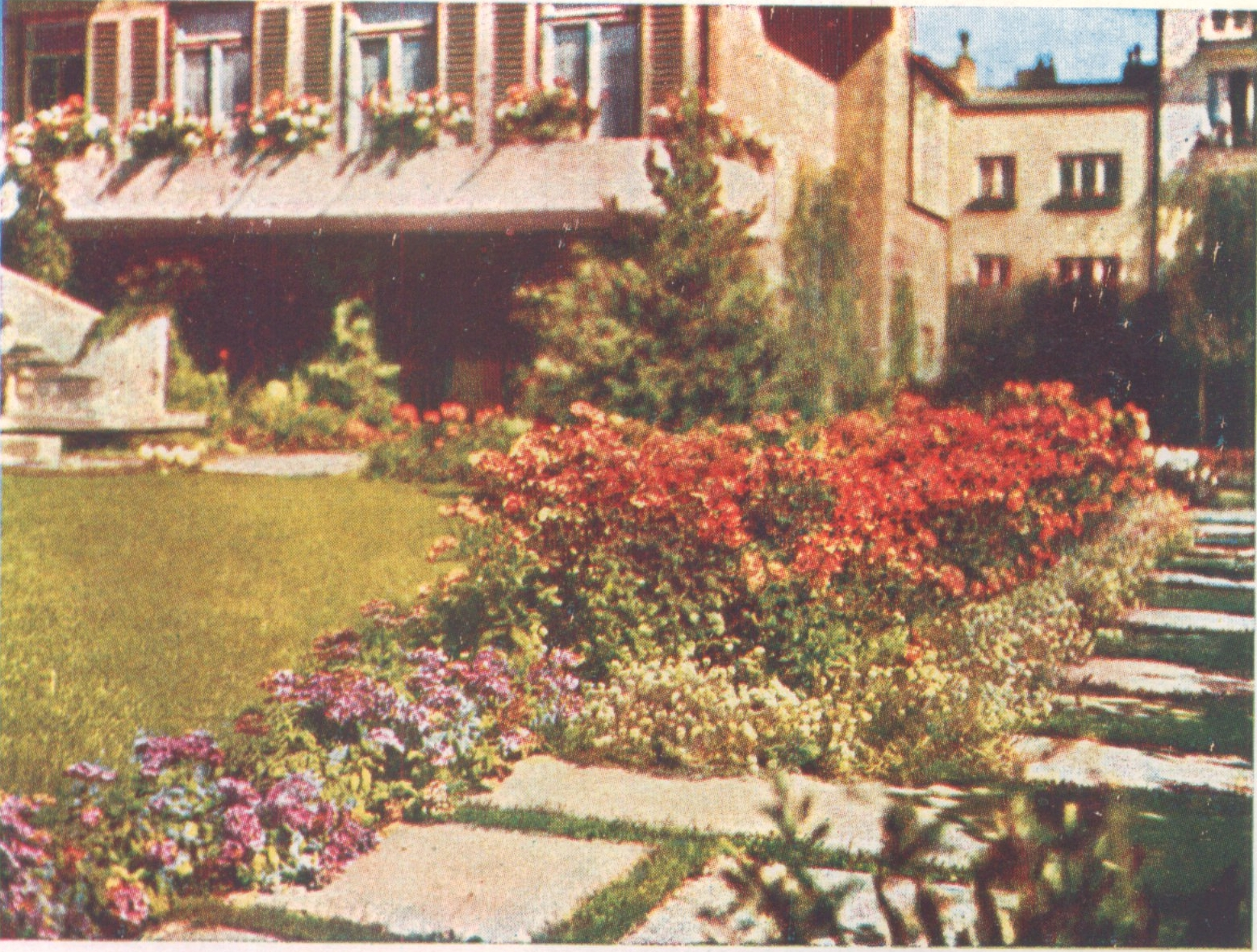
Architektura Warszawy, Czesław Olszewski, 1937
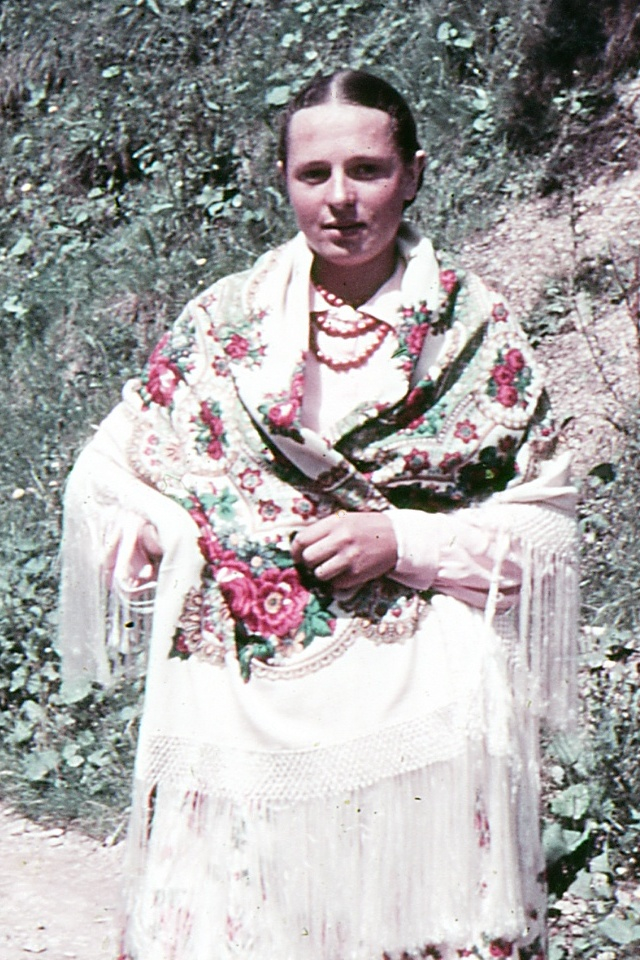
Góralka z Zakopanego, Zygmunt Szczotkowski, Agfacolor, 1938
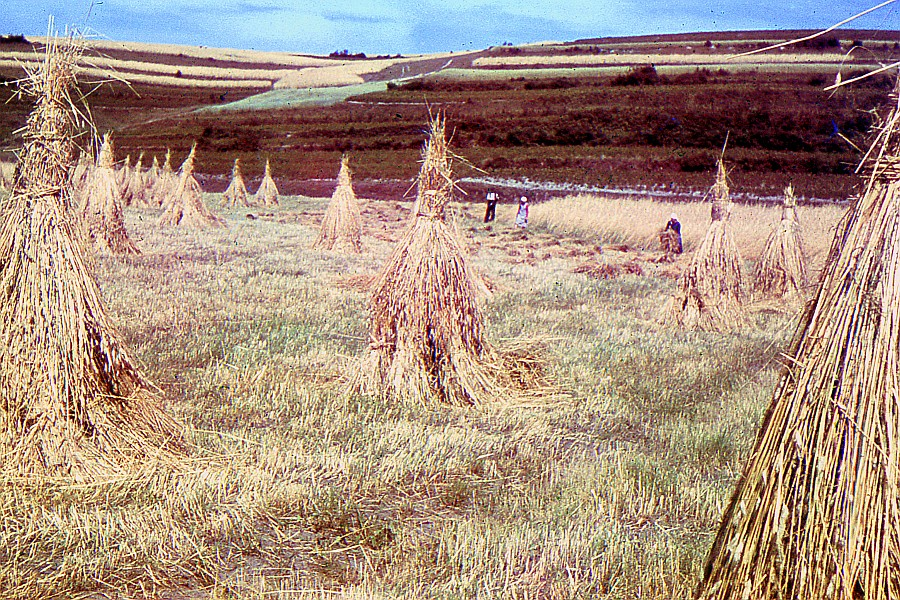
Żniwa w Żarkach, Zygmunt Szczotkowski, Agfacolor, 1938
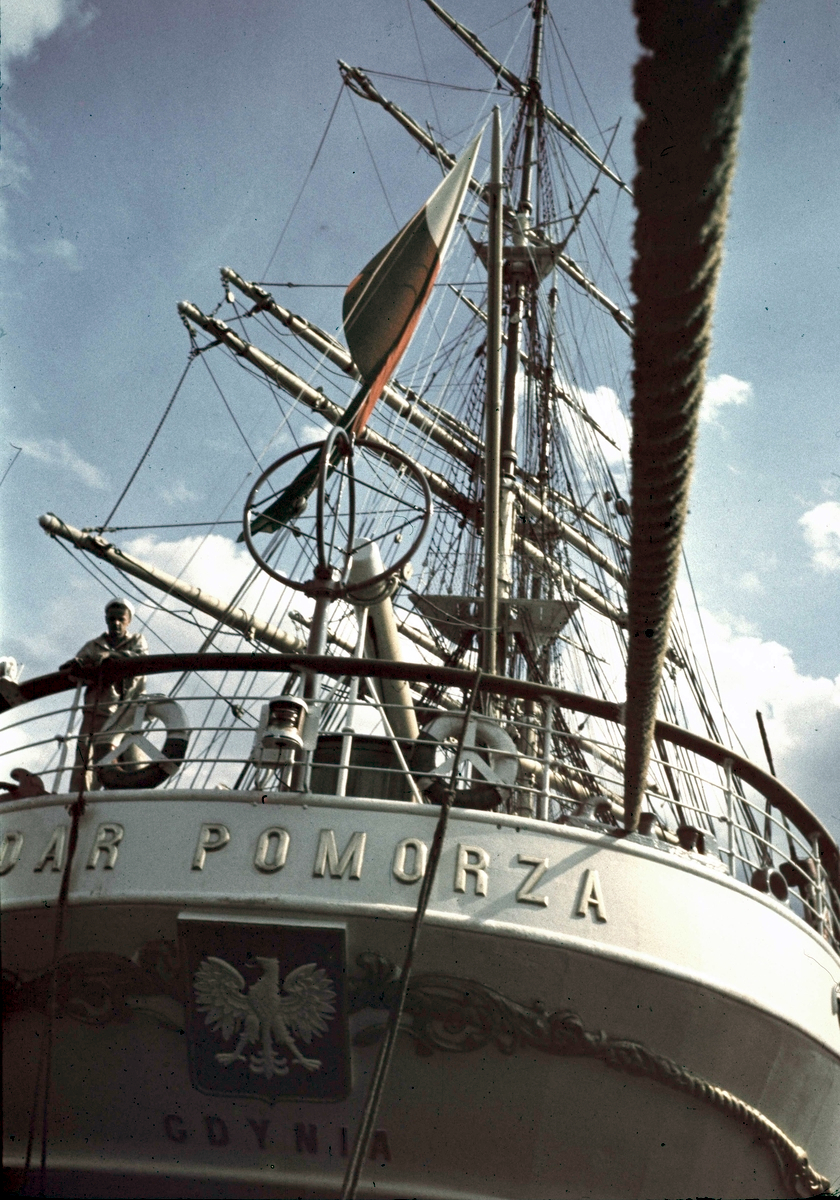
Dar Pomorza, Gunnar Lundh, Agfacolor, 1938
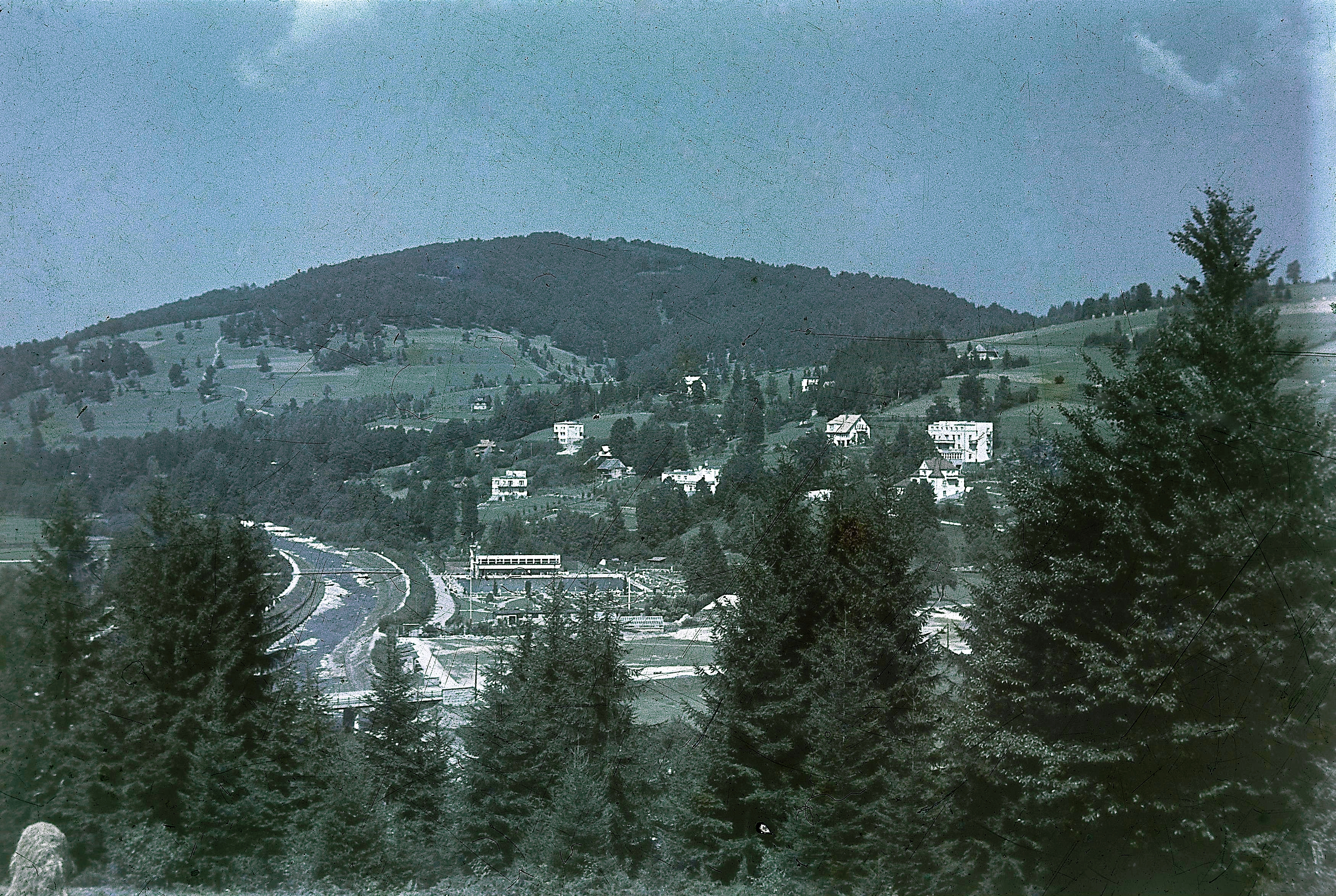
Panorama Wisły, Henryk Poddębski, Agfacolor, 1939
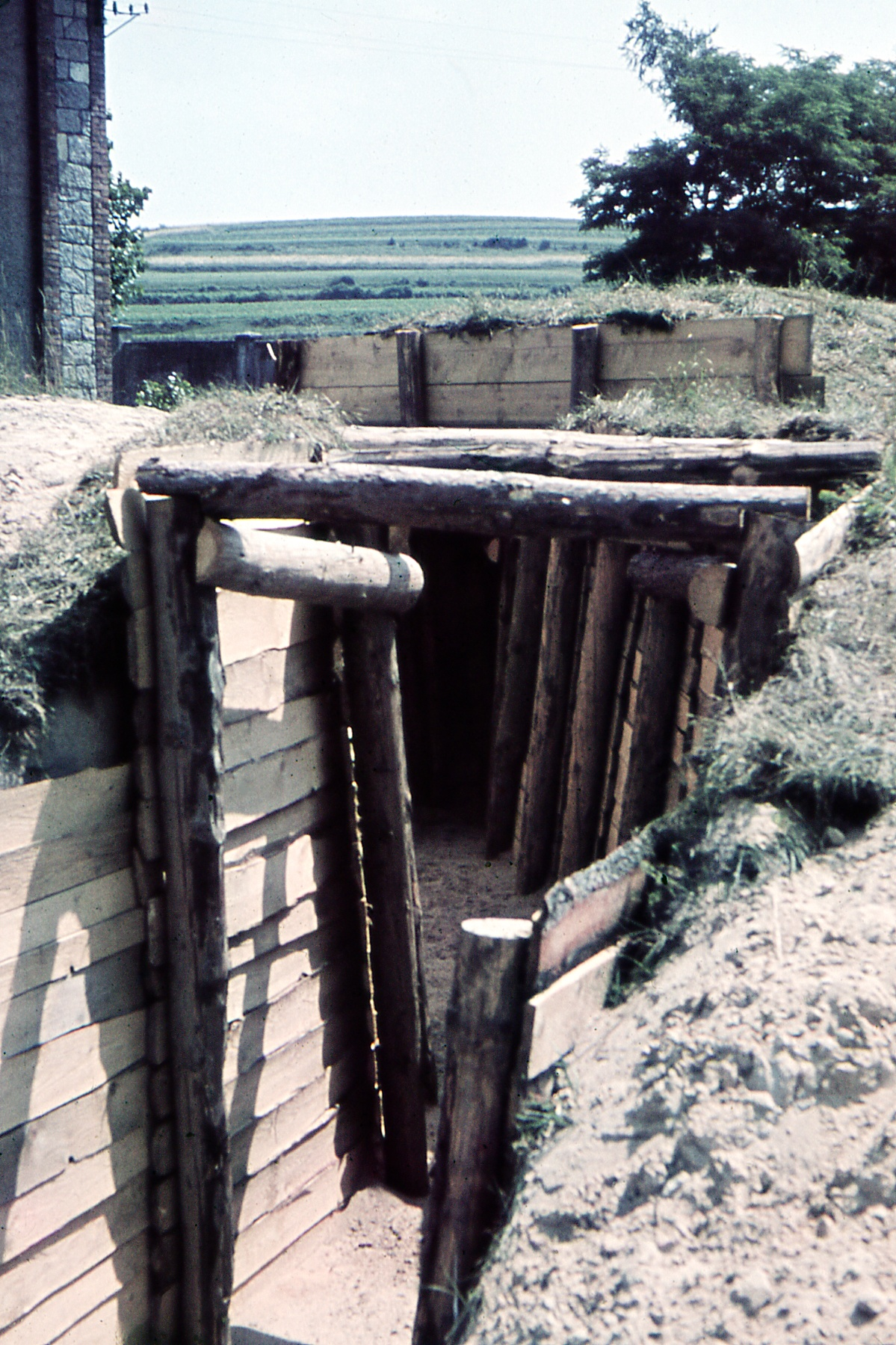
Polskie okopy tuż przed II wojną światową w Libiążu, Agfacolor, 1939

## Rozwój techniki

Zdjęcie kolorowe z 1909, Siergiej Prokudin-Gorski

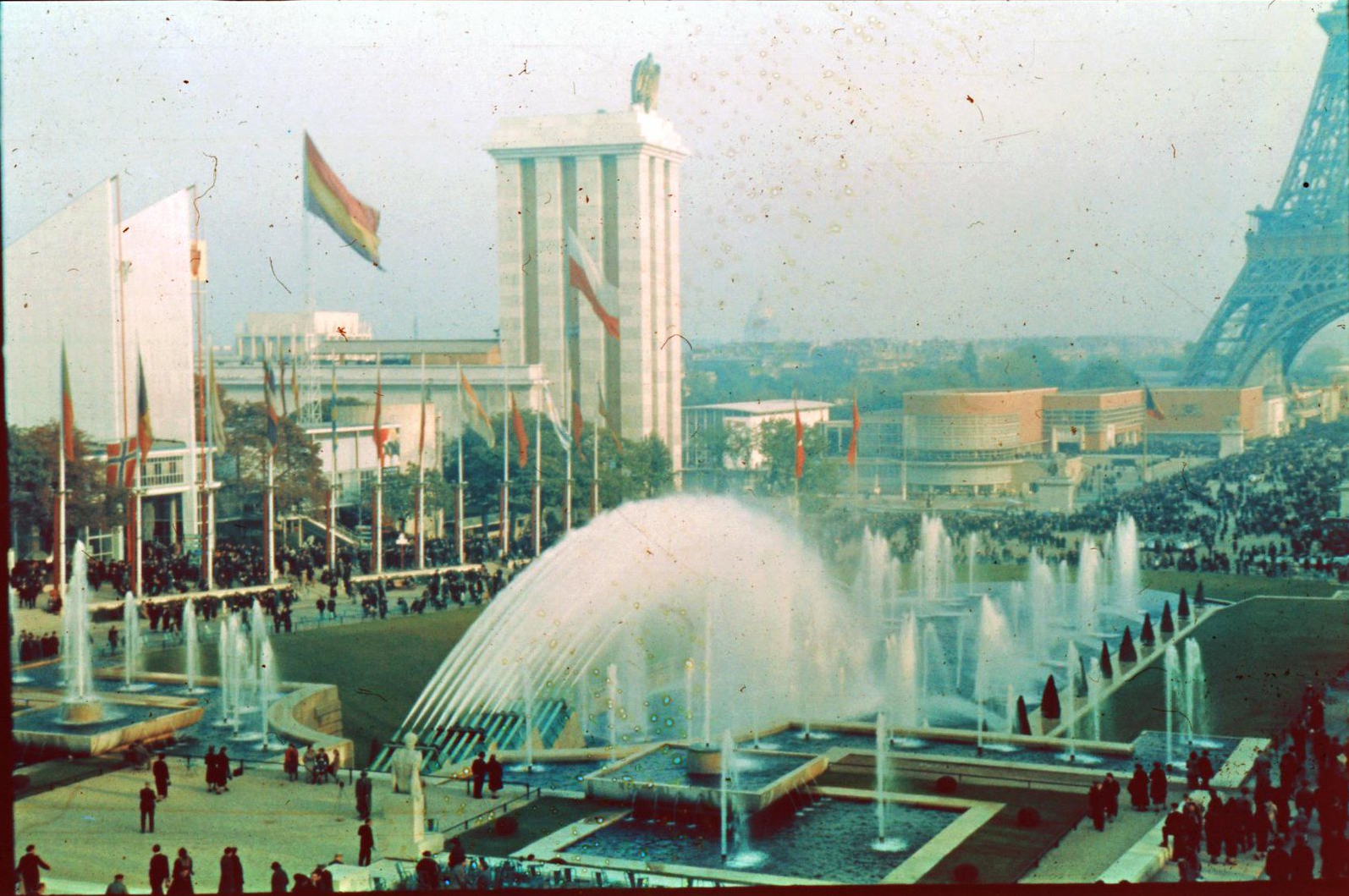
Fotografia Agfacolor (1936) wykonana w 1937. Wystawa Światowa na placu Warszawskim w Paryżu

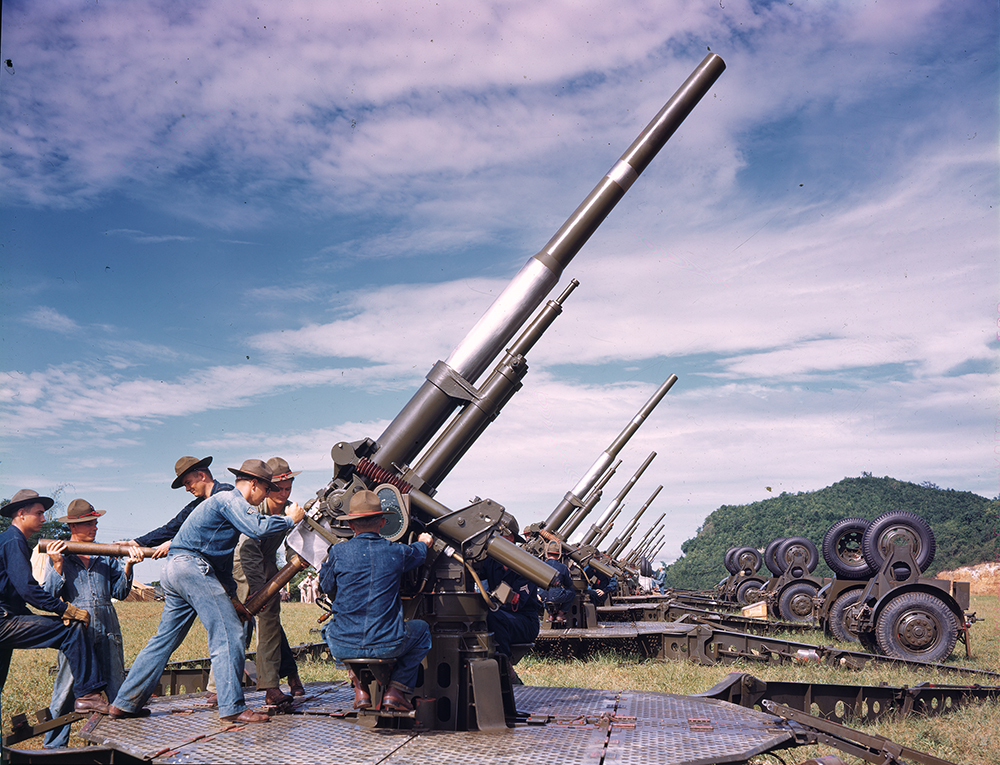
Fotografia Kodak Kodachrome (1935) wykonana w 1939 w Portoryko

Istnieją dwie metody rejestracji i odtwarzania obrazów barwnych: addytywna i subtraktywna. W uproszczeniu, pierwsza metoda polega na dodawaniu trzech barw podstawowych, prowadzącym do uzyskania bieli, druga natomiast na nakładaniu trzech warstw barwnych mogących wytworzyć czerń. Obie metody stosowano równolegle w historii techniki fotografii barwnej.
Najwcześniejsze zdjęcia barwne – tylko obiektów nieruchomych – wykonywano zwykłymi aparatami fotograficznymi kolejno poprzez trzy filtry w barwach podstawowych. Uzyskane w ten sposób negatywy czarno-białe służyły jako materiał do addytywnego druku barwnego. Później powstał aparat fotograficzny Bermpohla z układem półprzezroczystych zwierciadeł dający od razu trzy takie negatywy, co pozwalało na dokonywanie migawkowych zdjęć obiektów ruchomych.
Na początku XX wieku firma Lumière wprowadziła klisze autochrom, w których na zwykłej emulsji żelatynowej nałożony był raster, złożony z barwionych na kolory podstawowe ziarenek krochmalu. Po naświetleniu i wywołaniu odwracalnym uzyskiwano dość ciemny diapozytyw w addytywnych barwach naturalnych. Podobna metoda, stosująca szachownicę miniaturowych filtrów, pod nazwą Dufaycolor przetrwała do lat pięćdziesiątych XX w.
Przełomem było wprowadzenie w latach 30 XX wieku światłoczułych materiałów diapozytywowych w postaci trójwarstwowych filmów małoobrazkowych Kodaka w USA i Dufaycolor w Wielkiej Brytanii (1935) oraz Agfy w Niemczech (1936), polegających na subtraktywnej syntezie barw. Fotografia barwna stała się dostępna dla amatorów. W kilka lat później pojawił się barwny materiał światłoczuły, dający negatywy w barwach dopełniających, które można było kopiować na barwnych papierach fotograficznych. Jakość i trwałość takich zdjęć barwnych pozostawiały początkowo wiele do życzenia.
W produkcji filmów przez wiele lat utrzymywały się kamery systemu Technicolor, naświetlające przez układ zwierciadeł i filtrów równocześnie trzy taśmy filmowe, z których produkowano kopie filmów do projekcji kinowej. Zasada trójpodziału promieni okazała się tak doskonała, że nadal stosowana jest w profesjonalnych kamerach telewizyjnych. Natomiast w cyfrowej fotografii amatorskiej stosowana jest metoda rastrów barwnych, znana już od stu lat (np. autochrom).